# Mad Max – A harag útja
A Mad Max – A harag útja (eredeti cím: Mad Max: Fury Road) 2015-ben bemutatott, amerikai-ausztrál koprodukcióban készült posztapokaliptikus akciófilm George Miller rendezésében. A forgatókönyvet Miller, Brendan McCarthy és Nico Lathouris írta.
A Mad Max-sorozat negyedik része egy jövőbeli elsivatagosodott vidéken játszódik, ahol az üzemanyag és a víz hiánycikk. A történet főszereplője Max Rockatansky (Tom Hardy), aki Furiosa imperátorral (Charlize Theron) összefogva menekül egy felfegyverzett olajszállító kamionban a szektavezér Halhatlan Joe (Hugh Keays-Byrne) és hadserege elől. A film további szereplői Nicholas Hoult, Rosie Huntington-Whiteley, Riley Keough, Zoë Kravitz, Abbey Lee és Courtney Eaton.
A harag útja előkészületei már 1997-ben megkezdődtek, a forgatást 2001-ben és 2003-ban is elkezdték volna, de mindkétszer el kellett halasztani, előbb a szeptember 11-i támadások, utóbb az iraki háború miatt. Bár eredetileg ismét Mel Gibson alakította volna Max szerepét, de végül  otthagyta a projektet. Miller 2007-ben tért vissza a projekthez (addig a Táncoló talpakon dolgozott). Egy rövid ideig azt fontolgatta, hogy számítógép-animációs filmként készíti el a negyedik részt, ám végül az élőszereplős változat mellett döntött. Miller 2009-ben jelentette be, hogy 2011 elején tervezi elkezdeni forgatni a filmet. Hardyt 2010 júniusában választották ki Max szerepére, míg a gyártás novemberben kezdődött volna. Végül a forgatás több csúszás után 2012 júliusában kezdődött és decemberben ért véget, bár pótforgatásokat tartottak még 2013 novemberében is.
A film világpremierjét a TCL Chinese Theatre-ben tartották 2015. május 7-én. A nyilvános vetítések 2015. május 14-től kezdődtek, és szerepelt a 68. cannes-i filmfesztivál versenyen kívüli programjában is. A kritikusok melegen fogadták, némelyikük egyenesen minden idők legjobb akciófilmjének nevezte A harag útját. Dicsérték a színészi játékot, a rendezést, a forgatókönyvet, a trükköket, a kaszkadőrjeleneteket és az akciót is. A film több mint 374 millió dollárt hozott világszerte, ezzel a legsikeresebb Mad Max-film.

## Cselekmény
|  | Alább a cselekmény részletei következnek! |

A történet valamikor a második és harmadik rész közötti időszakban játszódik.
Max áll a sivatag közepén, mellette hűséges Interceptora: a fekete Pursuit Special V8-as, kompresszoros gép. Valami neszt hallva észreveszi, hogy támadók közelednek. Be is ugrik a kocsiba, de már elmenekülni nincs ideje. A kocsit találat éri, felborul.
Max eszméletlen állapotából egy sötét, barlangszerű helyen tér magához. Az ismeretlen elrablói leborotválják hosszú haját és szakállát. Épp a hátát tetoválják, amikor lehetősége adódik leütni fogvatartóját, és menekülni. A szűk és sötét folyosókon nem ismeri ki magát, és bilincseitől sem tud szabadulni. Fakó bőrű, betegnek látszó emberek támadnak rá. Az egyik odúban átesik az Interceptor szétszerelt maradékain. Rémképek űzik tovább a folyosókon, rég elvesztett ismerősök, rokonok képei. Az egyik ilyen megmenti a zuhanástól. Ugyanis egyszer csak egy ajtót kitárva kiderül, hogy egy 60-70 méter magas sziklában vannak. Egy láncon lógva hadonászik, mikor leütik és ismét eszméletét veszti.
Max egy ketrecben tér magához. Arcán fém maszk, mint egy kutyán a szájkosár.
A zöld tetejű Sziklavár ura, Halhatlan Joe, (Immortan Joe) aki épp beszédbe kezd hűséges népe előtt. A mélységben aszott, kiszáradt csontváznak tűnő emberek üdvözlik vezetőjüket. Halhatlan Joe elmondja milyen fontos szerelvény indul, a szomszédos Gáz városba és megáldja a konvoj tagjait. Majd beszéde végén három hatalmas csőből, vizet enged a nap barnította népségre, akik kis tálakkal, egymást eltiporva, küzdenek minden csepp vízért. Halhatlan Joe megjegyzi, hogy ne szokjanak rá a vízre, mert csak fájdalommal jár, annak hiánya.
A szerelvényt vezető imperátor Furiosa büszkén húzza meg fém műkezével a legnagyobb, több kisebb gépkocsiból összetákolt Hadivas kürtjét. Ezzel elindítva a menetet. Fakó emberek kapaszkodnak a teherautó oldalán és tetején is, plusz néhány kísérő gépkocsi.
Furiosa a Sziklavár területét elhagyva, egyszer csak irányt változtat. Az ajtón kapaszkodó Parancsnok nem érti, mi történik. A nő hátra küldi egy kamu szöveggel, de hamar kiderül, hogy baj van. Úgyhogy gyorsan le kell ráznia a kíséretét.
Halhatlan Joe nyomorék kis fiától értesül az árulásról. A vezér azonnal a hálókörletébe siet, ahol felfedezi, hogy legszebb ágyasai eltűntek. Azonnal elrendeli, a teherautó és Furiosa elfogását. Erre a feladatra a hadfiúk azonnal felfegyverkeznek. Pontosabban dárdákat és kormánykerekeket vesznek magukhoz, pánikszerűen.
Ekkor Nux, az egyik legsápadtabb, rosszulléttől meggyötört hadfiú, azonnal erőre kap, eme nagyszerű megbízatástól, és kikapja kollégája kezéből a kormányt. Bejelenti, hogy ő vezet, csak kössék rá a legzsírosabb vérzsákot (Max-et) a kocsijára. Rés kollégával csapatba verődve, imádkoznak a V8 istenéhez. Pár pillanattal később, már a hadsereg élén van Nux autója, a lándzsás Réssel (Slit) és a szájkosaras Max-orrdísszel. Max kiváló nullás vérével táplálják a hadfiút, hogy legyen ereje a csatához.
A támadást Halhatlan Joe személyesen vezényli, két Cadillacből összeépített járgányával (Gigahorse). Hamar utol is érik Furiosa teherautóját, mely ugyan robusztus (Tátra és Chevy kombó – War Rig), de nem olyan gyors, mint a hadfiúk V8-as, nitróval megtámogatott, 5-ablakos kupéi (Nux's Hot Rod).
Eközben előkerülnek az elrabolt – pontosabban, a kimenekített lányok, a teherautó kabinja alól, egy kis búvóhelyről. Próbálnak segíteni Furiosának, hogy lerázzák az üldözőket. A vonuló hadsereg előtt feltűnik egy hatalmas homokvihar. Rés biztonságba akarja helyezni a vérzsákot, ám Max nem hagyja magát. Az első adandó alkalomnál lerúgja a kocsiról a lándzsás kísérőt. Mindenki felkészül a viharra. Maszkok és szemüvegek fel! Nux is gyorsan bezárja a tető ablakot, így Max kint marad, a kocsi hátuljába kapaszkodva kell átvészelnie, ezt a hatalmas káoszt, amibe épp belerohannak.
Nux úgy dönt, ideje bizonyítania hűségét és elhivatottságát. Kiengedi az összes nitrót az utastérbe és krómmal fújja be ajkait, előjelezve ezzel, önfeláldozó kamikaze csapását. Behajt a kamion elé, hogy a lehető legnagyobb kárt okozhassa, Furiosa monstrumában. Max pánikszerűen próbálja betörni a hátsó ablakot, és csak épphogy sikerül elkapnia Nux kezéből, azt a jelzőrakétát, mellyel begyújtotta volna a kocsijukat, élő rakétává varázsolva önmagát. Ám eközben Furiosa kegyetlenül áthajt rajtuk, darabokra tépve, az apró üldöző kocsit.
Max a vihar elvonultával magához tér. Talán csak pár perc telhetett el, vagy legfeljebb egy óra. A seregnek már semmi nyoma. A kamion viszont alig pár 10 méterre fulladt le, a karambol után. Próbálja kiszabadítani magát a láncokból, de puszta kézzel lehetetlennek bizonyul. Ellőné, a látszólag halott Nux karját, a bilincs másik végén, de rövid-csövű puskája besül. Ekkor veszi észre a kamiont és az 5 gyönyörű lányt, akik épp slagból locsolják a vizet egymásra, miközben a félkarú Furiosa, a teherautó légszűrőiből veri ki a homokot. Odalopakodik Nuxxal, meg a kocsi ajtóval a hátán, és a besült fegyverrel a kezében. A fegyverrel a lányokat sakkban tartva vizet kér. A terhes Angharad adja át a slagot, így ő lesz a túsza. Egy másik lánnyal vágatja le a láncot, de mielőtt sikerülhetne, Furiosa nekitámad. Megszerzi a puskát. Szerencsére a besült fegyver továbbra is működésképtelen, ezért Furiosa az erővágóval támad rá, miközben a lányok a láncot fogva, rángatják Maxet. Furiosa csapásait a Chevy ajtóval kivédve, csap vissza a nőnek. Eközben Nux magához tér. Elgáncsolja Furiosát, de a nő, így is megtalálja a teherautó oldalára rejtett fegyvert. Mielőtt magához vehetné, Nux ráveti magát. Max igyekszik közös láncuk rángatásával segíteni, majd odaugrik a pisztolyhoz. Ahogy a kezébe kapja, Furiosa kiüti Nuxot és odaugrik. Hátulról felkeni az embert a kocsi oldalának, miközben mindketten a fegyvert markolásszák. Maxnek sikerült kioldnia a tölténytárat, ám a csőbe lévő golyó, csupán milliméterekkel kerüli el az arcát, amikor elsül a fegyver. Nux elkapja a tárat. A lányok rávetik magukat. Ahogy hátrahúzzák a hadfiút, a lánccal elrántják Maxet is. Furiosa támad, de sikerül a férfinak felülkerekednie, majd a megfelelő pillanatban Max megkapja a tárat, és 3 lövéssel kényszeríti megadásra a nőt.
Ezután látóhatárba kerül az üldöző sereg. Nux örvend, hogy mekkora hősök lesznek. Max kiüti és elfoglalja a kamiont. A lányok ezt nem akarják hagyni, de Max, az alkudozásnak nem adva helyet, megsebesíti Angharad lábát. A férfi elindul a kamionnal, csak hogy az immobilizer pár száz méter után megállítja. Közben Nux fellóg a szerelvényre, és továbbra is próbálja szabotálni, a szöktetést. Kénytelen-kelletlen, Max beengedi a hölgyeket. Elindul a szerelvény, Nux lebukik, a lányok elfogják és kidobják a mozgó teherautóból. Maxnek közben sikerül megválnia szájkosár szerű maszkjától.
Kiderül, hogy Furiosa megalkudott egy másik törzzsel, üzemanyag fejében, hogy átengedjék a kanyonon. Megállnak. Furiosa kiszáll és eljátssza, hogy megadja, amit odaígért. Viszont Max elindul a kamionnal, ahogy azt megbeszélték, hiszen sürgeti őket az idő, az érkező seregek miatt, ráadásul szükségük van nekik is, az üzemanyagra. Mivel a valódi terv az, hogy Furiosa szülőhazájába jussanak. Az még zöldellő vidék, néhány napi gépkocsi útra, keletre. Ahol végre szabadok lehetnek.
A banditák berobbantják a sziklát, azzal elzárva az utat Halhatlan Joe serege előtt. Ám a kamion sikeresen átjut a beomló szoroson. Ezúttal Yamaha motoros banditák támadnak hőseinkre. Fel is gyújtják a kamion elejét, de Furiosa hamar eloltja a tüzet, a gallytörő rács lejjebb engedésével – homokkal.
Eközben egyesül Halhatlan Joe serege az Emberevő, és Skulófarm urának seregeivel. Egy nagy kerekű (40-es évekbeli Fargoból átalakított) teherautó (Big Foot), Joe vezetésével átjut a szoroson. Utolérik Furiosát és a kamiont. Összecsapnak. Elveszítik az üzemanyagtartály pótkocsit. Nux újra előkerül és felajánlja életét, Halhatlan Joe szerelmeiért. Az öreg megígéri neki, hogy személyesen kíséri át a Valhalla kapuin, csak járjon sikerrel. Fegyvert is ad neki és befújja krómmal a srác ajkait. Rictus, Joe óriásra nőtt kisfia, segít átjutni Nuxnak a teherautóra. Ám a merénylet ismét kudarcba fullad, amikor Nux láncai beakadnak és elveszíti a fegyvert.
Halhatlan Joe rákapcsol, hogy a teherautó elébe kerüljön, közben megcsáklyázzák a kamion kormánykerekét, ami kiszakad a helyéről, de megszorul a lánc. Angharad vágja el, hogy Max kiszabadíthassa kezét, de a lány kint ragad, a teherautó oldalán, mikor egy sziklán hajtanak át. Próbálna visszamászni, de leesik és Halhatlan Joe felborul, hogy át ne hajtson a terhes lányon.
Angharad súlyosan megsérül, mert a kerekek alá került így is.
Mire besötétedik, ismét veszélyesen közel kerül, a hatalmas üldöző sereg, hőseink kamionjához. Lápos vidékre érnek, s a kamion elakad. Szerencséjükre, az ellenséges gépjárművek is küzdenek a sárral, de a biztonság kedvéért, néhány aknával is feltartóztatják a vadakat. Kivétel, Skúlófarm ura, aki lánctalpas Chargerrel (Peacemaker) érkezett a vadászatra. Meg is indul egyedül, de Furiosa kilövi a lámpásait, ezzel megvakítva a hadurat (a lámpából kilőtt üvegszilánkok vakították meg).
Nux segítségével sikerül kimozdítani az ingoványból, a teherautót, még mielőtt a vakon lövöldöző skúló-farmer, el nem találná hőseinket. Max lemarad, hogy elintézze a farmert és embereit, amíg hűtik a túlmelegedett motorokat. Halhatlan Joe megtudja, hogy Angharad menthetetlen. Valamint, hogy meg nem született gyermeke hibátlan lett volna.
Az este folyamán hőseinknek, egy még siralmasabb lápon vezet át az útjuk. Másnap meglelik Furiosa eredeti törzsének néhány tagját, akik mind nők, motorral (Vuvalini's Touring Bikes).
Kiderül, hogy a Zöld hely, melyről Furiosa beszámolt, tényleg létezett. Csakhogy mára, egy varjak által ellepett, mérgezett vizű ingovány, maradt belőle. A vuvalinik törzs többi tagja is oda, csupán ez a 7-8 nő maradt. Ezzel minden remény oda. Úgy tűnik Max elválik a hölgyektől, akik tovább haladnak keletre.
Másnap Max megállítja a motoros konvojt, és egy új ötlettel áll elő: forduljanak vissza. Rámutat, hogy a közelben csak egy, biztosan zöldellő helyről tudnak, és az Halhatlan Joe Sziklavára. Mivel a sereg épp úton van, bevehetik. Furiosa és társai ismét a kamionra szállnak. Ezúttal motoros kísérőik is vannak. Gondosan elkerülve az üldöző seregeket, haladnak a korábban beomlasztott kanyon felé. Ám a hova-továbbon gondolkodó sereg, egyik tagja, észreveszi a Hadivasat. Hamar kapcsolnak, a megmaradt hadurak, hogy a védtelen vár ellen megy a konvoj.
A támadók viszonylag hamar beérik hőseink konvoját, és válogatott csapásokat mérnek, a Hadivas utasaira. Robbanó dárdákat és szöges útakadályokat szórnak. A motoros kísérőket gyorsan elintézik. Több jármű szigonyokkal kapaszkodik a Hadivas tartálykocsijába, és próbálja megfékezni azt. Max igyekszik eltávolítani ezeket, viszont néhány hadfiú, feljut a teherautóra. Nyílpuskákkal, pisztolyokkal és puszta kézzel is, megy a harc.
Nux eközben a kamion túlhevült motorjait igyekszik működésben tartani. Maxet a szerelvény tetején, majdnem fejbe lövi egy merénylő, ám egy látomása ismét megmenti életét. A merénylő ezután belő a kabinba, de sikerül kidobniuk. Egy másik bandita elrabolja az egyik lányt. Max magához tér, lelök egy támadót, a kabin tetejéről. Majd miután további másik kettőtől is, sikerül megszabadulnia a géptetőn, majdnem leesik. Furiosa elkapja, csonka kezével, de közben egy újabb merénylő, hátulról oldalba szúrja. A lányok kiütik a merénylőt, de Furiosa súlyosan megsebesül.
Rés kamikaze módjára robban darabokra, pár méterre Max fejétől. Közben az Emberevő Mercedes limoja is, veszélyesen közel kerül hozzá. Nux a teherautó alján kapaszkodva, egy rúgással segít Maxnek, átjutni az ellenséges gépkocsira. Hamar meg is szerzi a járgányt, lángoló vontatmányával együtt. Majd még épp idejében hagyja el, a lángokba boruló gépkocsiszerelvényt, hogy visszajusson Furiosához. Viszont egy oszlop tetejéről, támadó hadfiú, elragadja. Sikerül lelöknie a rúdról a másikat, ám Max, nem tud visszajutni még a Hadivasra. Ahelyett egy hangszórókból felépített, eredetileg rakéta hordozó gépen köt ki (Doof Wagon), amely a hadjárat, buzdító dallamait adta eddig. Max megtámadja a lángcsóvákat szóró gitárost, majd visszajut a Hadivasra. eközben Nux átveszi a kamion vezetését, hogy Furiosa megtámadhassa, az épp előtte haladó, Halhatlan Joe Cadillac-jét.
Rictus kilép a kabinból és elkezdi verni a nőket, amint átmászik a Hadivasra. Max is közbe lép, bár nem könnyű eset, a nagyfiú. Furiosa is verekedésbe kerül, egy másik hadfiúval, mielőtt elérné Halhatlan Joe-t. Maxnek sikerül felül kerekedni, az óriáson. Furiosa egy szigonyt akaszt Joe maszkjába, mellyel letépi a gonosz hadúr arcát. Max felhúzza fel a lányt, aki már alig kap levegőd, a korábbi szúrás miatt. Elfoglalják Joe járművét. A lányok is átszállnak, ám a szorosba érve, Nuxnak már nincs ideje átszállni, mert le kellett fékeznie a kamiont, hogy Rictus vissza ne juthasson, néhai apja kocsijára. Ezért az óriás puszta kézzel tépi ki, a Hadivas kompresszorát, annak géptetőjéből. Mielőtt lecsaphatna vele, Nux felborítja a szerelvényt, egy hirtelen kormánymozdulattal, ezzel akadályt képezve a szorosba, és az egész sereg pusztulását okozva.
Max vérátömlesztéssel igyekszik megmenteni, a már haldokló Furiosát. A Sziklavár kapuihoz érve, Halhatlan Joe holtteste bemutatásával, nyernek bebocsájtást, mivel úgy sincs megfelelő hadállomány, sem más vezető, aki szembe mehetne, a nép akaratával. Hatalmas fogaskerekekkel kezdik felhúzni, a leengedett liftre álló gépet, a lányokkal. A kövér anyák megengedik az összes csapot, hogy ihasson a nép. Mikor Furiosa körülnéz, Max már nincs a kocsin. Lent van az emberek közt és elindul magányos útján.
|  | Itt a vége a cselekmény részletezésének! |

## Szereplők
| Szerep                | Színész                   | Magyar hang         |
| --------------------- | ------------------------- | ------------------- |
| Max Rockatansky       | Tom Hardy                 | Király Attila       |
| Furiosa imperátor     | Charlize Theron           | Bogdányi Titanilla  |
| Nux                   | Nicholas Hoult            | Fehér Tibor         |
| Halhatlan Joe         | Hugh Keays-Byrne          | Papp János          |
| A Ragyogó Angharad    | Rosie Huntington-Whiteley | Huszárik Kata       |
| Capable               | Riley Keough              | Vadász Bea          |
| Toast                 | Zoë Kravitz               | Gáspár Kata         |
| Dag                   | Abbey Lee                 | Bálizs Anett        |
| Cheedo                | Courtney Eaton            | Sipos Eszter Anna   |
| Rés                   | Josh Helman               | Gacsal Ádám         |
| Rictus Erectus        | Nathan Jones              | Varga Rókus         |
| Az Emberevő           | John Howard               | Konrád Antal        |
| Skulófarm ura         | Richard Carter            | Barabás Kiss Zoltán |
| A szerelő             | Angus Sampson             | Maday Gábor         |
| Lángológitáros harcos | iOTA                      |                     |
| Corpus Colossus       | Quentin Kenihan           |                     |
| Miss Giddy            | Jennifer Hagan            | Tóth Judit          |
| Ace                   | Jon Iles                  | Zöld Csaba          |
| A magok őrzője        | Melissa Jaffer            | Halász Aranka       |
| Valkyrie              | Megan Gale                | Kis-Kovács Luca     |
| vuvalinik             | Gillian Jones             | Téglás Judit        |
| vuvalinik             | Joy Smithers              | Agócs Judit         |
| vuvalinik             | Melita Jurisic            |                     |

## Gyártás

### Utómunka
A Mad Max – A harag útja vizuális effektusokért felelős cége az Iloura volt, akik a film több mint 1500 snittjén dolgoztak. A filmhez további effektusokat készített a Method Studios, a Stereo D, a 4DMax, a BlackGinger, a The Third Floor és a Dr. D Studios. Miller a feleségét, Margaret Sixelt kérte fel a film vágására, mert úgy érezte ő mást tudna alkotni, mint a többi akciófilm. Sixel rendelkezésére 480 óra felvett anyag állt a vágáshoz, amelyek megtekintése három hónapot vett igénybe. A végleges film kb. 2700 vágást tartalmaz, amely percenként 22,5 vágást jelent. (Viszonyításképpen a Mad Max 2. 1200 vágást tartalmazott 90 perces játékideje alatt, tehát percenként 13,33 vágást. A film képkockasebességét is megváltoztatták. Seale azt mondta: „A film 50 vagy 60%-a nem másodpercenként 24 képkockával fut, amely a hagyományos ráta. George miatt fut lassabban. Ha nem értette, mi történik egy snitten, addig lassította, amíg nem volt érthető. Vagy ha túl jól érthető volt, akkor lerövidítette vagy visszagyorsította 24 felé. Nagyon komolyan belenyúlt annak a filmnek minden egyes snittjébe.”
A különleges effektusokkal kapcsolatos munkálatok elsősorban a fényviszonyok, napszakok, időjárás és terep megváltoztatására terjedtek ki. Az éjszakai jeleneteket is fényes nappal forgatták, szándékosan túlexponálva és manipulált színekkel. Számos felvételen az eget részletgazdagabbra vagy érdekesebbre cserélték. A felvételeken Charlize Theron bal karját zöld anyaggal takarták el, hogy könnyebb legyen később digitálisan eltávolítani.
Különböző próbavetítéseken a film PG-13-as és R-es besorolású változatát is bemutatták, és mivel az utóbbi jobb visszajelzéseket kapott, a Warner Brothers belement a szigorúbb korhatárjelzésű változat forgalmazásába.
A magyar szinkront a Mafilm Audio Kft. készítette, Csörögi István rendezte, a szöveget Tóth Tamás Boldizsár fordította.

### Zene
A film zenéjét Junkie XL holland zeneszerző szerezte. Mielőtt csatlakozott a projekthez, John Powell, majd Marco Beltrami dolgoztak volna a filmen. Miller Sydney-ben találkozott Junkie XL-lel, miután hallotta a 300: A birodalom hajnalához írt zenéjét. A zeneszerző azt mondta: „Az első témákat négy héttel azután az első találkozónk után írtam, és azok utána se változtak.” A filmzenealbumot a WaterTower Music jelentette meg 2015. május 12-én.

## Fordítás
Ez a szócikk részben vagy egészben  a   Mad Max: Fury Road című angol Wikipédia-szócikk ezen változatának fordításán alapul.  Az eredeti cikk szerkesztőit annak laptörténete sorolja fel. Ez a jelzés csupán a megfogalmazás eredetét és a szerzői jogokat jelzi, nem szolgál a cikkben szereplő információk forrásmegjelöléseként.